# Epsilonoides marmarotus
Epsilonoides marmarotus är en rundmaskart som beskrevs av Steiner 1931. Epsilonoides marmarotus ingår i släktet Epsilonoides och familjen Epsilonematidae. Inga underarter finns listade i Catalogue of Life.